# Sander Duits
Sander Duits (Putten, 29 augustus 1983) is een Nederlands voormalig profvoetballer die bij voorkeur op het middenveld speelde. Hij was van 2002 tot en met 2017 actief voor achtereenvolgens De Graafschap, FC Omniworld, RKC Waalwijk en Go Ahead Eagles.

## Carrière
Duits begon bij de amateurs van SDC Putten en kwam via Vitesse bij De Graafschap terecht. In het seizoen 2002/2003 debuteerde de Puttenaar voor de 'Superboeren', waarvoor hij in zijn eerste jaar acht keer speelde. Zijn eerste profwedstrijd was op 1 december 2002, toen hij van trainer-coach Peter Bosz in de basis mocht starten in de uitwedstrijd tegen Vitesse (1-1). Hij werd na 63 minuten vervangen door Damien Hertog. Na de degradatie was de verdediger een seizoen lang de eerste keus onder coach Frans Adelaar.
Maar na de promotie via de nacompetitie, en de komst van nieuwe trainer Gert Kruys, kon Duits in de Eredivisie niet meer rekenen op veel wedstrijden. Duits werd door de trainer zelfs enige tijd teruggezet naar het tweede elftal. De Graafschap degradeerde weer en na enkele maanden vertrok Kruys op de Vijverberg. Maar door de opkomst van Dave Bus en het aantrekken van centrale verdediger Joost Volmer was Duits nooit eerste keus, echter door lang blessureleed van John van Loenhout kwam hij toch nog regelmatig in actie.
In de zomer van 2006 liep zijn contract bij De Graafschap af en maakte hij de overstap naar FC Omniworld. Daar groeide hij uit tot de beste én meest scorende speler. Daarom wachtte en hoopte hij op een club uit de Eredivisie maar interesse bleef uit dus daarom komt Duits in 2010/2011 uit voor RKC Waalwijk dat de ambitie heeft om dat seizoen in de top van de Jupiler League mee te draaien. Duits tekende een contract voor drie jaar in Waalwijk.
Na het kampioenschap in de Jupiler League, seizoen 2010/2011 waarin Duits uitgroeide tot een vaste waarde onder trainer Ruud Brood behoort Duits ook in de Eredivisie tot de vaste kern. In het seizoen 2011/2012 kwam Duits tot op heden op twee doelpunten. Met een afstandschot wist Duits FC Groningen doelman Brian van Loo te verschalken in de thuiswedstrijd, die eindigde in 1-1 en in de wedstrijd tegen PSV herhaalde hij dit. Met RKC degradeerde hij op zondag 18 mei 2014 uit de eredivisie na een nederlaag (over twee wedstrijden) tegen Excelsior in de play-offs.
In de zomer van 2014 verhuisde Duits naar Go Ahead Eagles. Daarmee keerde hij op 29 augustus 2014 op zijn 31e verjaardag terug in de Eredivisie, als invaller voor Peter van Ooijen in een wedstrijd tegen Willem II . Na een zeventiende plaats in het seizoen 2014/15 degradeerde hij met Go Ahead via de play-offs 2015 naar de Eerste divisie, om een jaar later middels een vijfde plaats en promotie via de play-offs 2016 op het hoogste niveau terug te keren.
Op zaterdag 29 juni 2019 nam Sander Duits officieel afscheid bij zijn club SDC Putten, in de met 6-0 verloren oefenwedstrijd tegen Feyenoord. Hij werd in de 55e minuut vervangen door Joshua Tijdens.

## Trainerscarrière
In het seizoen 2019/20 werd Duits de assistent-trainer van Fred Grim bij Eredivisionist RKC Waalwijk. Dit werd later ook onder Joseph Oosting. In seizoen 2023/24 maakte hij samen met hoofdtrainer Oosting een overstap naar FC Twente als assistent-trainer.

### Privé
Hij werd geboren in Putten. Duits woont nu in Harderwijk.

### Clubstatistieken
| Seizoen         | Club            | Land            | Competitie      | Competitie | Competitie | Beker | Beker | Internationaal | Internationaal | Overig | Overig | Totaal | Totaal |
| Seizoen         | Club            | Land            | Competitie      | Wed.       | Dlp.       | Wed.  | Dlp.  | Wed.           | Dlp.           | Wed.   | Dlp.   | Wed.   | Dlp.   |
| --------------- | --------------- | --------------- | --------------- | ---------- | ---------- | ----- | ----- | -------------- | -------------- | ------ | ------ | ------ | ------ |
| 2002/03         | De Graafschap   | Nederland       | Eredivisie      | 8          | 1          | 2     | 0     | –              | –              | 0      | 0      | 10     | 1      |
| 2003/04         | De Graafschap   | Nederland       | Eerste divisie  | 26         | 3          | 0     | 0     | –              | –              | 3      | 0      | 29     | 3      |
| 2004/05         | De Graafschap   | Nederland       | Eredivisie      | 6          | 1          | 0     | 0     | –              | –              | 5      | 1      | 11     | 2      |
| 2005/06         | De Graafschap   | Nederland       | Eerste divisie  | 27         | 0          | 0     | 0     | –              | –              | 0      | 0      | 27     | 0      |
| 2006/07         | FC Omniworld    | Nederland       | Eerste divisie  | 35         | 7          | 0     | 0     | –              | –              | 0      | 0      | 35     | 7      |
| 2007/08         | FC Omniworld    | Nederland       | Eerste divisie  | 36         | 12         | 0     | 0     | –              | –              | 0      | 0      | 36     | 12     |
| 2008/09         | FC Omniworld    | Nederland       | Eerste divisie  | 31         | 8          | 2     | 1     | –              | –              | 0      | 0      | 33     | 8      |
| 2009/10         | FC Omniworld    | Nederland       | Eerste divisie  | 30         | 5          | 1     | 0     | –              | –              | 0      | 0      | 31     | 5      |
| 2010/11         | RKC Waalwijk    | Nederland       | Eerste divisie  | 28         | 3          | 4     | 0     | –              | –              | 0      | 0      | 32     | 3      |
| 2011/12         | RKC Waalwijk    | Nederland       | Eredivisie      | 29         | 2          | 3     | 0     | –              | –              | 4      | 0      | 36     | 2      |
| 2012/13         | RKC Waalwijk    | Nederland       | Eredivisie      | 31         | 4          | 2     | 0     | –              | –              | 0      | 0      | 33     | 4      |
| 2013/14         | RKC Waalwijk    | Nederland       | Eredivisie      | 30         | 6          | 1     | 0     | –              | –              | 4      | 1      | 35     | 7      |
| 2014/15         | RKC Waalwijk    | Nederland       | Eerste divisie  | 3          | 0          | 0     | 0     | –              | –              | 0      | 0      | 3      | 0      |
| 2014/15         | Go Ahead Eagles | Nederland       | Eredivisie      | 23         | 0          | 2     | 0     | 0              | 0              | 0      | 0      | 25     | 0      |
| 2015/16         | Go Ahead Eagles | Nederland       | Eerste divisie  | 30         | 1          | 0     | 0     | 2              | 0              | 3      | 1      | 35     | 1      |
| 2016/17         | Go Ahead Eagles | Nederland       | Eredivisie      | 30         | 3          | 0     | 0     | 0              | 0              | 0      | 0      | 30     | 3      |
| Carrière totaal | Carrière totaal | Carrière totaal | Carrière totaal | 403        | 56         | 17    | 1     | 2              | 0              | 16     | 2      | 441    | 58     |